# Rodney's Stone

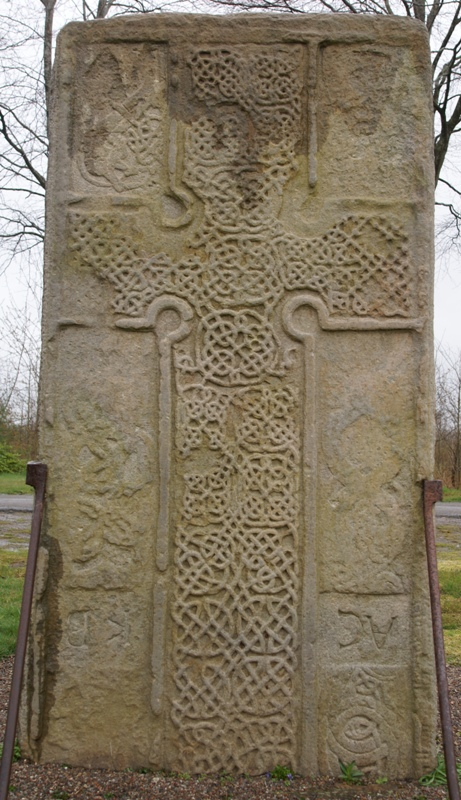
Rodney's Stone: kruiszijde.

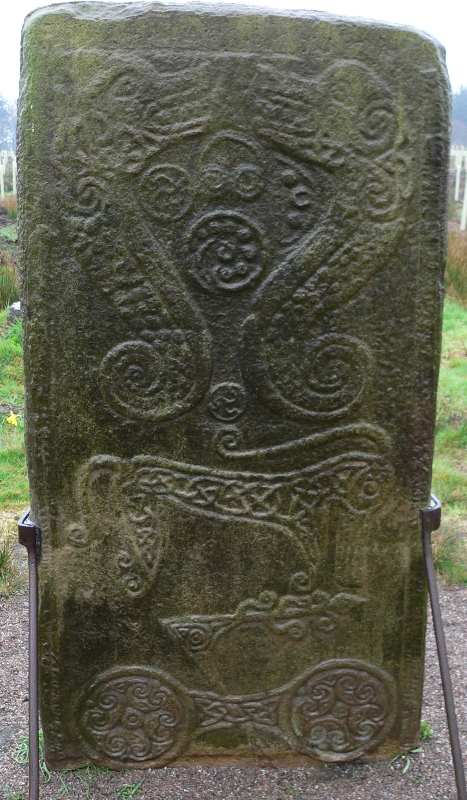
Achterzijde van Rodney's Stone met bovenaan de vismonsters.

Rodney's Stone (Steen van Rodney) is een Pictische steen, stammende uit de achtste of negende eeuw. De steen staat in Brodie op het terrein van Brodie Castle in de Schotse regio Moray.

## Locatie
In 1781 werd Rodney's Stone gevonden op de begraafplaats van de oude kerk waar fundamenten werden gelegd voor Dyke Church.
De steen werd opgericht in het dorp Dyke als herinnering aan de overwinning van admiraal Lord George Brydges Rodney over de Franse vloot onder leiding van graaf François Joseph Paul de Grasse bij de Îles des Saintes in de Slag bij Îles des Saintes in 1782. De steen kwam bekend te staan onder de naam Rodney's Cross (Kruis van Rodney). Volgens een notitie van J.G. Callander zou de steen echter zijn vernoemd naar de grafdelver Rotteny die de steen op het kerkhof vond. Een paar jaar vóór 1842 werd de steen verplaatst naar de oprijlaan van Brodie Castle.

## Beschrijving
Rodney's Stone is een klasse II Pictische steen, gemaakt van grijze zandsteen. De steen is rechthoekig van vorm en is 1,93 meter hoog. De steen is 1,04 breed aan de basis en 96,5 centimeter aan de top. De steen is 13 centimeter dik.
Op de voorzijde van Rodney's Stone is een kruis afgebeeld.
Op de achterzijde zijn twee naar elkaar kijkende vismonsters afgebeeld met een aantal ronde figuren tussen hen in. Eronder staan een Pictisch beest en een dubbele schijf met Z-staaf afgebeeld.
Aan beide zijkanten en aan de achterzijde bevindt zich een tekst in ogham, die de langste gevonden tekst in Pictavia is. De ogham is zwaar geërodeerd. De tekst lijkt de persoonsnaam EDDARRNONN te bevatten.

## Beheer
Brodie Castle en de kasteelgronden worden beheerd door de National Trust for Scotland.